# Khalida Zahir
Khalida Zahir (Omdurman, 18 de enero de 1927 - 9 de junio de 2015) (conocida como Khalda) fue una médica sudanesa y activista por los derechos de las mujeres. Fue la primera mujer sudanesa que ejerció la medicina y la primera que se unió a un movimiento político.

## Biografía
Nació en Omdurman. Era hija de Fatima Arbab y Zahir Assadati, un oficial de la Fuerza de Defensa de Sudán con posiciones izquierdistas. Su padre apoyó su deseo de ir a la escuela secundaria a pesar de que quienes le rodeaban pensaban que era una idea radical. Logró su certificado escolar en la escuela Unity en Jartum. Su éxito llamó la atención de Emily Shore, la esposa del gobernador general de Sudán, anglo-egipcio Sir Stewart Symes. Shore presionó a la Escuela de Medicina Kitchener, actualmente Universidad de Jartum para que la admitiera. Ella fue una de las dos jóvenes admitidas en la universidad.
A los 20 años estaba en primero de medicina y se unió a la unión de estudiantes participando en manifestaciones. Se graduó de la Escuela de Medicina Kitchener, en lo que más tarde se convirtió en la Universidad de Jartum, en 1952, junto con Z Serkisiani.
Khalida y Serkisiani fueron las primeras médicas de Sudán.
Trató a personas pobres de forma gratuita en su clínica. Fue jefa de pediatría en el Ministerio de Salud de Sudán retirándose del puesto en 1986.

## Activismo político
Khalida fue la primera mujer miembro del sindicato de estudiantes en 1947 y se unió a las negociaciones de paz en relación con el sur de Sudán el mismo año. Khalida fue una de las pocas mujeres que se unió a un partido político en la década de 1940. Fundó la Sociedad Cultural de Mujeres Jóvenes con Fatima Talib en 1948 en Omdurman,  primera organización de mujeres sudanesas, brindó educación para mujeres sobre salud, lectura y escritura.
En 1949 fue la primera mujer sudanesa en sumarse a un partido político y participar en las actividades políticas encubiertas y abiertas en contra de la colonización británica. También fue miembro fundadora del Frente Profesional durante la revolución de octubre de 1964.  
Fue una de las 10 jóvenes sudanesas fundadoras de la Unión de Mujeres Sudanesas (UMS) en 1952, una organización que hizo campaña por el sufragio y los derechos laborales de las mujeres.  Khalida presidió la organización en 1958.  
También fue mentora de la escritora y activista por los derechos de las mujeres Fatima Ibrahim.
Murió a los 88 años el 9 de junio de 2015.